# Voo Turkish Airlines 452
O Voo Turkish Airlines 452 foi um voo doméstico regular de passageiros do Aeroporto de Istambul Atatürk para o Aeroporto de Antália, Turquia. Em 19 de setembro de 1976, o Boeing 727-200 que operava o voo atingiu uma encosta de uma colina em Caratepe, na província de Isparta, 60 mi (97 km) ao norte do aeroporto de destino devido a um erro do piloto na aproximação, resultando na morte de todos os 154 ocupantes a bordo. Até o momento, o acidente é o acidente de aviação mais mortal a ocorrer na Turquia.

## Aeronave e tripulação
O Boeing 727-200 foi construído em 1974 com número de série 20982 e estava equipado com três motores turbofan Pratt & Whitney JT8D-15. O voo 452 transportava 146 passageiros e 8 tripulantes. O capitão era Celal Topçuoğlu, o primeiro oficial era Sacit Soğangöz e o engenheiro de voo era Ahmet Bursali.

## Acidente
O voo 452 partiu do Aeroporto de Istambul Atatürk às 22h45min (EET) (20h45min UTC) para o voo de uma hora para o aeroporto de Antália, no sul da Turquia. Às 23h11min EET, o primeiro oficial ligou para a torre de controle do Aeroporto de Antália para informar que eles tinham as luzes da pista à vista, embora a aeronave ainda estivesse sobrevoando Isparta, bem ao norte de Antália. Ele solicitou uma aproximação diretamente para a pista 36, voltada para o norte, e imediatamente começou a descer para aproximação final sob as regras de voo visual em vez de regras de voo por instrumentos sem aguardar a autorização do controlador de tráfego aéreo (ATC). O ATC perguntou à aeronave onde ia pousar e avisou que ainda não estava na região e não podia ser visto na tela do radar nem a olho nu. Vendo as luzes de uma estrada reta de 4 000 metros (13 000 pés) ao norte da cidade de Isparta, o primeiro oficial respondeu que acreditava em seus próprios olhos, mas confundiu com a pista.
Como a aeronave estava a 150 metros (490 pés), o capitão retornou ao cockpit e percebeu que a aeronave estava descendo em uma rodovia com tráfego de caminhões. Ele iniciou uma subida repentina com força total. No entanto, a aeronave fortemente carregada atingiu a encosta de uma colina em Caratepe com a asa direita e caiu.